# دومانیچ
دومانیچ {{ترکی|Domaniç) یا طومانیچ، یک شهر و منطقهٔ مسکونی در ترکیه است که در استان کوتاهیه در ناحیه اژه واقع شده‌است.
بعد از فتوحات و موفقیت‌هایی که ارطغرل رهبر ایل قایی و پدر عثمان یکم در نبرد با صلیبیون و مغول‌ها کسب می‌کند، سلطان سلجوقی علاءالدین کیقباد، به پاس تقدیر وی را حاکم بر مناطق دومانیچ، سوگوت و اطراف آن می‌کند.
در سال‌های پایانی سده ۱۳ و آغازین ۱۴ میلادی عثمان یکم، بیگ‌نشین عثمانی را در محدوده این منطقه و بیله‌جک و سوگوت ایجاد کرد، وی چندی بعد امپراتوری عثمانی را بنیان نهاد.